# Szczytów (Rościszów)
Szczytów (niem. Ulbrichshöhe) – część wsi Rościszów w Polsce, położona w województwie dolnośląskim, w powiecie dzierżoniowskim, w gminie Pieszyce. Wchodzi w skład sołectwa Rościszów.

## Położenie
Szczytów to fragment centralnej i zachodniej części Rościszowa, na wysokości około 420–500 m n.p.m. 

## Podział administracyjny
W latach 1975–1998 Szczytów należał administracyjnie do województwa wałbrzyskiego. Do 2015 roku Szczytów był częścią miasta Pieszyce, obecnie jest częścią Rościszowa..

## Historia
Szczytów powstał w końcu XIX wieku jako osada fabryczna tkalni w Pieszycach. W 1898 roku na południowym stoku Olbrachtówki wzniesiono sanatorium „Ulbrichshőhe” specjalizujące się w leczeniu chorób nerwowych. W tym czasie w miejscowości istniała też gospoda z 5 miejscami noclegowymi. Później zaczęły tu powstawać pensjonaty, dające początek niewielkiego uzdrowiska. Po 1945 roku Szczytów stał się częścią Rościszowa, w latach 1973-2015 był częścią Pieszyc, obecnie ponownie należy do Rościszowa.

## Zabytki
Do wojewódzkiego rejestru zabytków wpisany jest obiekt:
- sanatorium pochodzące z 1898 roku, obecnie Specjalistyczny Szpital Chorób Płuc w Rościszowie.

Inne zabytki:
- domy mieszkalne i budynki gospodarcze pochodzące z XIX i XX wieku.